# Cork City Women's Football Club
Maillots
Actualités
Le Cork City Women's Football Club est un club de football basé à Cork, en Irlande. Le club est la structure féminine du Cork City Football Club. Il est fondé en 2011. Le club joue au Cork Institute of Technology dans le quartier de Bishopstown.

## Histoire
Le club fait partie des six équipes sélectionnées par la fédération irlandaise de football pour disputer le tout premier championnat d'Irlande de football féminin. Pour le lancement de la compétition, le club recrute trois internationales irlandaises Marie Curtin, Sylvia Gee et surtout Denise O'Sullivan grande espoir du football irlandais

## Palmarès
- Coupe d'Irlande féminine de football (1)
  - Vainqueur en 2017
  - Finaliste en 2020